# Langues sabelliques
Les langues sabelliques ou osco-ombriennes forment une subdivision du groupe des langues italiques anciennes. Elles comprennent :
- l'osque, parlé dans la région centre-méridionale de la péninsule italienne ;
- l'ombrien (à ne pas confondre avec le dialecte italien actuel) ;

et en outre :
- l'èque
- le lucanien
- le marrucin
- le marse
- le pélignien
- le sabin
- le samnite
- le sud-picène
- le vestinien
- le volsque.

Les deux premières langues citées sont celles qui sont le mieux attestées par les inscriptions.

## Classification interne
Glottolog classe les langues sabelliques comme ceci :
- langues sabelliques
  - langues osques
    - hernicain
    - marrucin
    - osque
    - pélignien
    - vestinien

  - langues ombriennes
    - èque
    - marse
    - ombrien
    - volsque

  - vieux sabellique
    - samnite
    - sabin
    - sud-picène